# Vie (альбом)
Vie (рус. Жизнь) — тринадцатый студийный альбом французского певца Джонни Холлидея, выпущенный 6 ноября 1970 года на лейбле Philips.

## Список композиций
| №   | Название                                                   | Автор(ы)                                  | Длительность |
| --- | ---------------------------------------------------------- | ----------------------------------------- | ------------ |
| 1.  | «Essayez (рус. Попытайтесь)»                               | Mick Jones, Tommy Brown, Philippe Labro   | 4:24         |
| 2.  | «Lire dans tes yeux (рус. Читать в твоих глазах)»          | Mick Jones, Tommy Brown, Jacques Lanzmann | 3:11         |
| 3.  | «La pollution (рус. Загрязнение)»                          | Mick Jones, Tommy Brown, Jacques Lanzmann | 5:00         |
| 4.  | «Rendez-moi le soleil (рус. Встреча с Солнцем)»            | Mick Jones, Tommy Brown, Ezra Bouskela    | 3:04         |
| 5.  | «Dans ton univers (рус. В твоей вселенной)»                | Mick Jones, Tommy Brown, Ezra Bouskela    | 4:07         |
| 6.  | «C'est écrit sur les murs (рус. Это написано на стенах)»   | Mick Jones, Tommy Brown, Philippe Labro   | 3:40         |
| 7.  | «Poème sur la 7e (рус. Поэма о Седьмой)»                   | Людвиг ван Бетховен, Philippe Labro       | 2:25         |
| 8.  | «La fille aux cheveux clairs (рус. Светловолосая девушка)» | Eddie Vartan, Philippe Labro              | 3:11         |
| 9.  | «Le monde entier va sauter (рус. Весь мир поскачет)»       | J.P. Festi, Y. Ouazana, Ezra Bouskela     | 3:09         |
| 10. | «Deux amis pour un amour (рус. Любовь для двух друзей)»    | Roger Dumas, Jean-Jacques Debout          | 3:33         |
| 11. | «Jésus Christ (рус. Иисус Христос)»                        | Eddie Vartan, Philippe Labro              | 3:10         |

## Участники записи
- Оркестр The New Blackburds
- Мик Джонс, Жан-Пьер Азуле — гитара
- Арчибальд Леггетт — бас-гитара
- Томми Браун — ударные
- Жан-Марк Дётер — орган
- Ги Марко — труба
- Жак Плокен, Пьер Гоаскен — тромбон
- Рене Моризюр — Флейта и саксофон
- Раймон Донне — аранжировка

Диск, записанный в сотрудничестве с Филиппом Лабро, был посвящён популярному в конце 1960-х годов молодежному слогану flower power.

Вернувшись [из Калифорнии], я обратился к людям, которые меня воспитали, которые открыли мне глаза. Прежде всего к великому Филиппу Лабро, который написал тексты для моего нового альбома, «Vie». Мы лавируем между разными тенденциями, но слова не оставляют равнодушными: я говорю об экологии в потрясающем научно-фантастическом тексте, о Седьмой симфонии Бетховена: «Poème sur la 7e», ныне актуальной более, чем когда-либо. Затем я шокирую с «Jésus-Christ». Сын Божий, изображенный как хиппи. Я говорю с родителями моих юных фанов через «Essayez!». Я очень горд выходом этого альбома. Это умный диск. Филипп Лабро страстно привержен американским культуре и литературе, он открыл для меня Бит-поколение: Берроуза, Аллена Гинзберга, Нила Кэссиди, Джека Керуака, и он зажег свет на моем пути…— Dans mes yeux: Johnny Hallyday se raconte à Amanda Sthers
Песня Jésus-Christ, представляющая Христа в качестве хиппи, вызвала скандал, и была запрещена на ORTF и RTL, зато на более либеральной Europe 1 её крутили без остановки:
Пыхнуть косячком марины,
Грустным взглядом с высоты
Иисус, Иисус Христос
Хиппи Иисус Христос.
В песне, предварявшей выход альбома в качестве сингла, Холлидей поет, что Мессия, «если он ещё существует», заботится о раненых в Вудстоке, ему «нравятся девушки с обнаженной грудью», и он «носит на спине мексиканское банджо». Ничего особенно шокирующего для своего времени в этом тексте не было, тем не менее, католическая общественность была недовольна, жаловалась в Ватикан, и одно время поговаривали, что папа может отлучить от церкви и автора и исполнителя.
Холлидею пришлось оправдываться. Певец заявил, что сам он верующий и христианин, и не собирался насмехаться над Христом, но из-за скандала альбом получил очень плохое publicity. Некоторые магазины даже возвращали партии дисков производителю. Потерпев неудачу с серьезной темой, Холлидей на следующий год вернулся к своему обычному сентиментально-сексуальному музыкальному репертуару.
Для оформления конверта диска был взят кадр из фильма Робера Оссейна «Точка падения», в котором Холлидей играл одну из главных ролей.